# Kvarnagölen (Hults socken, Småland)
Kvarnagölen är en sjö i Eksjö kommun i Småland och ingår i Emåns huvudavrinningsområde. Sjön har en area på 0,0842 kvadratkilometer och ligger 196,2 meter över havet. Sjön avvattnas av vattendraget Björnshultabäcken.

## Delavrinningsområde
Kvarnagölen ingår i det delavrinningsområde (638503-145889) som SMHI kallar för Mynnar i Solgen. Medelhöjden är 230 meter över havet och ytan är 17,95 kvadratkilometer. Det finns inga delavrinningsområden uppströms utan avrinningsområdet är högsta punkten. Björnshultabäcken som avvattnar avrinningsområdet har biflödesordning 2, vilket innebär att vattnet flödar genom totalt 2 vattendrag innan det når havet efter 174 kilometer. Delavrinningsområdet består mestadels av skog (70 procent) och jordbruk (19 procent). Avrinningsområdet har 0,45 kvadratkilometer vattenytor vilket ger det en sjöprocent på 2,5 procent.